# خورشیدگرفتگی ۱۰ مه ۱۹۹۴
خورشیدگرفتگی ۱۰ مه ۱۹۹۴ (به انگلیسی: Solar eclipse of May 10, 1994) یک خورشیدگرفتگی از نوع خورشیدگرفتگی حلقه‌ای است. این خورشیدگرفتگی در تاریخ ۱۰ مه ۱۹۹۴ میلادی (‎۲۰ اردیبهشت ۱۳۷۳ خورشیدی) روی داد که زمان اوج آن، ساعت ۱۷:۱۲:۲۷ به‌وقت ساعت هماهنگ جهانی بوده‌است. مدت زمان و طول این خورشیدگرفتگی ۶ دقیقه و ۱۳ ثانیه بود.